# (207385) Maxou
(207385) Maxou est un astéroïde de la ceinture principale.

## Description
(207385) Maxou est un astéroïde de la ceinture principale. Il fut découvert par Peter Kocher le 4 septembre 2005 à l'Observatoire d'Épendes (proche de Marly, lieu recensé officiellement), situé en Suisse, dans le canton de Fribourg. Il présente une orbite caractérisée par un demi-grand axe de 3,19 UA, une excentricité de 0,21 et une inclinaison de 24,0° par rapport à l'écliptique.

## Compléments